# Microexosoma
Microexosoma is een geslacht van kevers uit de familie bladkevers (Chrysomelidae).
De wetenschappelijke naam van het geslacht werd in 1931 gepubliceerd door Laboissiere.

## Soorten
- Microexosoma capense (Laboissiere, 1931)